# Uranía Haltenhoff
Uranía Haltenhoff Nikiforos (Tocopilla, 14 de octubre de 1967) es una modelo chilena, elegida Miss Chile en 1990.
Fue la representante oficial de su país al concurso de belleza Miss Universo 1990, organizado en la ciudad de Los Ángeles, Estados Unidos. Allí, Haltenhoff logró figurar en los seis primeros lugares del certamen (5.º lugar) —transformándose en la chilena mejor ubicada después de Cecilia Bolocco, coronada Miss Universo 1987—, cuya ganadora fue la representante noruega Mona Grudt.
| Predecesor: Macarena Mina Garachena | Miss Universo Chile 1990 | Sucesor: Cecilia Alfaro Navarrete |